# Zagregowany popyt
Zagregowany popyt – całkowity (łączny) łączny popyt na produkty i usług w gospodarce narodowej w danym okresie.

## Opis
Zagregowany popyt składa się z czterech składników: konsumpcji prywatnej (gospodarstw domowych), wydatków sektora publicznego, nakładów brutto na środki trwałe sektora prywatnego (wydatków inwestycyjnych) oraz eksportu netto (wartości eksportu pomniejszonej o wartość importu).
Na jego wielkość mają wpływ m.in.:
- zamożność społeczeństwa,
- poziom oszczędności,
- poziom wynagrodzeń,
- wartość aktywów gospodarstw domowych (m.in. nieruchomości i akcji)[3],
- stopa bezrobocia,
- realne stopy procentowe,
- nastroje konsumentów,
- zmiany stawek podatkowych[4]
- wielkość transferów społecznych[4]
- oczekiwania inflacyjne,
- podaż pieniądza[5],
- polityka banków dotycząca udzielania kredytów,
- zmiany kursów wymiany walut,
- poziom umiędzynarodowienia krajowych przedsiębiorstw i ich działalność eksportowa,
- importochłonność gospodarki.

Zagregowany popyt odgrywa kluczową rolę we wszystkich teoriach makroekonomicznych. 